# Leucochrysa eubule
Leucochrysa eubule är en insektsart som först beskrevs av Banks 1944.  Leucochrysa eubule ingår i släktet Leucochrysa och familjen guldögonsländor. Inga underarter finns listade i Catalogue of Life.